# Tasha Yar
 (décembre 2013).
Natasha « Tasha » Yar est un personnage de l'univers de Star Trek. Elle apparaît principalement dans la première saison de Star Trek : La Nouvelle Génération sous les traits de la comédienne Denise Crosby.

## Biographie
Née en 2337 au sein de la colonie terrienne de Turkana IV, Tasha Yar devient orpheline quatre ans et demi plus tard (peu après la venue au monde de sa sœur cadette Ishara). Délaissée par la famille adoptive à laquelle on l'a confiée, Tasha survit tant bien que mal au milieu de colons engagés dans une lutte fratricide sur fond de violence et de trafic de drogue. À l'âge de 15 ans, elle a finalement l'occasion de quitter sa planète natale et gagne la Terre où elle ne tarde pas à entrer à l'Académie de Starfleet.
La jeune femme en sort diplômée et l'une de ses premières affectations la conduit sur Carnelia où elle risque sa vie afin de sauver celle d'un colon pris au piège dans un champ de mines. 
Cette action lui vaut d'être remarquée par le capitaine Jean-Luc Picard qui lui propose le poste de chef de la sécurité à bord de l’Enterprise-D (avec le grade de lieutenant) en 2364. 
Pendant un incident à bord du vaisseau qui contamine les membres d'équipage, elle sera atteinte à son tour et aura une brève relation avec le lieutenant commander Data.
Malgré tous les efforts du docteur Beverly Crusher, Tasha Yar meurt au cours de la même année après s'être battue contre Armus, une entité habitant la planète Vagra II. Elle sera remplacée à son poste par le lieutenant Worf.
En 2366, une distorsion temporelle la fait cependant « revivre » dans une réalité parallèle et elle décide alors de rejoindre l’équipage de l’Enterprise-C (à l’origine de cette distorsion). De retour dans le passé, elle est capturée par les Romuliens et contrainte de s’unir à l’un de leurs généraux.
Elle donne bientôt naissance à la petite Sela mais à en croire cette dernière (dont Jean-Luc Picard croise ultérieurement la route), sa mère est finalement abattue lors d’une tentative d’évasion en 2349.